# Stelling van Wedderburn
De stelling van Wedderburn, genoemd naar Joseph Wedderburn, is een stelling uit de abstracte algebra, een deelgebied van de wiskunde. De stelling zegt dat elke eindige delingsring (Ned) / elk eindig lichaam (Be) een lichaam (Ned) / veld (Be) is. Dat houdt in dat in een delingsring/lichaam met slechts eindig veel elementen de vermenigvuldiging noodzakelijk commutatief is. Anders gezegd: een delingsring/lichaam die/dat geen lichaam/veld is, heeft oneindig veel elementen.
Behalve Wedderburn, die verschillende bewijzen gaf, hebben ook andere wiskundigen verschillende bewijzen voor de stelling geleverd, zoals Leonard Dickson, Emil Artin, Ernst Witt (het bewijs bestaat uit één pagina), Hans Zassenhaus en Israël Herstein.
Er zijn nog andere bekende stellingen, die soms eenvoudigweg ook stelling van Wedderburn genoemd worden, zoals zijn stelling voor de classificatie van semi-enkelvoudige algebra's, gegeneraliseerd in de stelling van Artin-Wedderburn. In het Engels wordt de stelling van Wedderburn over eindige delingsringen/lichamen daarom ook wel "Wedderburn's Little Theorem" genoemd.

## Toepassing
De stelling heeft een belangrijke toepassing in de synthetische meetkunde: Voor eindige affiene of projectieve vlakken volgt de stelling van Pappos uit de stelling van Desargues. Men kan elk desargueaans vlak beschouwen als een affiene of projectief vlak over een delingsring/lichaam {\displaystyle K}, waarbij de stelling van Pappos alleen dan geldt als {\displaystyle K} commutatief is. Dit is waar de stelling van Wedderburn in het spel komt. Er is geen meetkundig bewijs bekend voor dit puur meetkundige feit.
De omgekeerde stelling: Elk pappos-vlak is desargueaans wordt (naar Gerhard Hessenberg) de stelling van Hessenberg genoemd en is van toepassing op elk affien en elk projectief vlak.